# Oleg Boyko
Oleg Boyko este un investitor internațional și președinte al Grupului Financiar Finstar, o societate diversificată  cu  capital privat.Finstar administrează și oferă consultanță portofoliului companiilor și capitalurilor din întreaga lume. Capitalurile sub administrarea Finstar depășesc 2 miliarde de dolari. Interesele lui Oleg Boyko sunt răspândite din Europa, în Statele Unite, Asia și până în America Latină și în mod curent ocupă locul 1561 în lista “Miliardarilor lumii”, cu o avere personală estimată la 1,4 miliarde de dolari.

## Educație
Oleg Boyko s-a născut la Moscova în 1964 și și-a terminat educația la Institutul de Aviație din Moscova, unde s-a specializat în radio-electronice. Ulterior, Boyko a făcut un Master în Administrația Afacerilor la Academia Prezidențială Rusă a Economiei Naționale și a Administrației Publice.. A fost angajat al Universității de Stat Lomonosov din Moscova între 1982 și 1986. 

## Сarieră

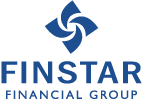
Logo Finstar Financial Group

Marele investitor internațional Oleg Boyko are un portofoliu diversificat investind cu succes în mai multe industrii inclusiv în servicii financiare, bănci, vânzari cu amănuntul, imobiliare, divertisment și oțel.
De la o vârstă fragedă Boyko a fost interesat de sectorul financiar și și-a început cariera în IT și domeniul financiar încă de pe când era student.Îi este acordat meritul de a fi introdus primele magazine cu plata cu cardul în Moscova în anii 1990. 
În 1996, Boyko și o echipă selectă de directori executivi profesioniști au format Grupul Financiar Finstar ca un mijloc de investiție financiară și companie de management pentru a identifica, investi și a administra în mod activ afaceri în numele Boyko și al altor investitori privați.
Ca președinte al Finstar, investitorul internațional Oleg Boyko a direcționat Finstar în așa fel încât să se concentreze în special pe servicii financiare digitale și industrii fintech. Pe lângă afacerile sale nu foarte  importante, Finstar își menține prezența în imobiliare, divertisment și vânzări cu amănuntul FMCG.
În 1999, Boyko investea în EvrazHolding alături de Alexander Abramov, aducând laolaltă trei combinate siderurgice și creând unul dintre cei mai mari producători de oțel integrat pe verticală. În 2004, Boyko și-a vândut partea de 25% din EvrazHolding pentru aproximativ 600 spre 700 de milioane de dolari înainte de listarea acesteia la Bursa din Londra. 
În 2002, Boyko a pus bazele Grupului Ritzio Entertainment, investind în cazinouri și locuri de jocuri de noroc, o afacere care s-a extins pe tot teritoriul Rusiei înainte de a deveni internațională. Afacerea din Rusia s-a oprit într-un mod brusc atunci când Vladimir Putin a interzis jocurile de noroc în 2009. În 2010, Boyko a devenit investitor în afacerea cu loteriile din Rusia și Ucraina, incluzând loteria națională pentru a sprijini Jocurile Olimpice de Iarnă de la Sochi din 2014.Ulterior pe Boyko nu l-au mai interesat afacerile cu loterii.
În 2003, Finstar a achiziționat acțiuni ce controlează o bancă comercială din Letonia și anume Baltic Trust Bank. Până în 2006, Baltic Trust Bank era pe poziția numărul 13 din cele 24 de bănci ale Letoniei în ceea ce privește activele bancare și avea una dintre cele mai mari rețele de filiale și anume 74 de filiale pe tot teritoriul Letoniei. În 2006, Finstar și-a vândut acțiunile de 79% către GE Capital, Banca de Finanțe a Societății General Electric.
În 2006 Boyko a intrat pe piața imobiliarelor printr-o nouă companie, un Holding pe nume Finstroy.
Tot în 2006, sub președinția Boyko, Finstar a achiziționat 75% din Rive Gauche. La acel moment aceasta era o afacere locală, cu magazine mai mult în Sankt Petersburg; dar tot sub președinția Boyko, Rive Gauche  a devenit al doilea cel mai mare lanț de cosmetice și parfumerii din Rusia.În 2012, Boyko a vândut 51% din acțiunile sale către un consorțiu de investitori, dar continuă să dețină 24% din afacere.
Boyko s-a implicat și în producția de filme, a fost co-producător al filmului “Sin City (Orașul Păcatelor): O femeie pentru care ai putea ucide”, regizat de către Frank Miller în 2014, și este co-producător al filmului de debut regizoral al actriței Scarlett Johansson, film ce se numește Summer Crossing (Răscruci pe timp de vară), care va apărea curând în cinematografe  și care este bazat pe o nuvelă scrisă de Truman Capote.

## Interesele de afaceri
Oleg Boyko își concentrează atenția în mod curent pe serviciile financiare digitale, fintech și pe sectoarele de tehnologie financiară, bazându-se pe vasta sa experiență bancară.
Conform domnului Boyko, industria fintech este “oceanul cel mai mare și cel mai albastru” din lumea afacerilor, cu produse și servicii  destinate persoanelor fizice care nu au acces la servicii financiare tradiționale și care nu au servicii corespunzătoare din partea băncilor obișnuite.
Boyko, prin urmare, continuă să își extindă și să își fortifice activitățile bazate pe tehnologie, pe date și pe platforme de servicii financiare digitale și pe alternative de afaceri ale sectorului conventional bancar. Boyko este hotărât să profite de schimbările de comportament ale consumatorilor globali, de progresele din tehnologie și din știința datelor și să valorifice puterea și disponibilitatea crescândă a dispozitivelor mobile, pentru a oferi o alternativă bancară ca opțiune pentru acei consumatori care nu au acces la băncile și serviciile financiare tradiționale Serviciile financiare tradiționale au fost primele care au răspuns la nevoile acestor clienți.
Portofoliul de investiții  Finstar include, pe lângă altele, Spotcap, o platformă online de împrumut pentru SMEs, Prestamos Prima, un furnizor de servicii financiare online pentru consumatori, și Viventor platformă de creditare de tip peer-to-peer (de la egal la egal).
În 2017 Oleg Boyko și-a anunțat intenția de a investi 150 de milioane de dolari în afaceri fintech și în interiorul R&D, în cadrul companiilor de portofoliu. Prima fază de investiții fintech pe plan global este déjà în desfășurare cu o promisiune de a investi până la 50 de milioane de dolari în creditarea consumatorilor din zona Asia-Pacific. 

## Fundația Parasport
Boyko a fondat Fundația Parasport în 2006, în timpul Jocurilor de Iarna Paralimpice de la Torino. Fundația oferă fonduri pentru atleții paralimpici, pentru ca aceștia să se antreneze și să participe la competiții, pentru a obține sănătate fizică și mentală, fundația promovează egalitatea pentru persoanele cu dizabilități. Recent Fundația a devenit partenerul oficial al Comitetului Paralimpic Rus și acesta s-a stabilit și în Asia. În 2016, Boyko a fost co-gazdă la un eveniment în Moscova, împreună cu reprezentanții a 25 de țări ai Comitetului Paralimpic pentru  celebrarea celei de-a 10-a aniversări a sa. Din 2006 Boyko a fost președintele Comitetului pentru Dezvoltarea Miscării Paralimpice din cadrul Comitetului Paralimpic Rus.A fost numit ca membru în Federația Internațională de Sport a Amputaților și a celor in Scaun cu Rotile (IWAS) în Octombrie 2015 imediat după succesul oferirii de fonduri de către Parasport Jocurilor IWAS de la Sochi din 2015.